# Váhovce
Váhovce es un municipio del distrito de Galanta en la región de Trnava, Eslovaquia, con una población estimada a final del año 2024 de 2008 habitantes.
Se encuentra ubicado en el centro-sur de la región, en la depresión danubiana y cerca del río Váh (cuenca hidrográfica del Danubio) y de la región de Bratislava.

## Demografía
| Año        | 1994 | 2004    | 2014    | 2024    |
| ---------- | ---- | ------- | ------- | ------- |
| Población  | 1949 | 2070    | 2136    | 2008    |
| Diferencia |      | +6,20 % | +3,18 % | −5,99 % |

| Año        | 2023 | 2024    |
| ---------- | ---- | ------- |
| Población  | 2024 | 2008    |
| Diferencia |      | −0,79 % |